# Mostówka (Wyszków)
Pour les articles homonymes, voir Mostówka.
Mostówka (prononciation : [mɔsˈtufka]) est un village polonais de la gmina de Zabrodzie dans le powiat de Wyszków de la voïvodie de Mazovie dans le centre-est de la Pologne.
Il se situe à environ 3 kilomètres au nord-est de Zabrodzie (siège de la gmina), 9 kilomètres au sud de Wyszków (siège du powiat) et à 46 kilomètres au nord-est de Varsovie (capitale de la Pologne).
Le village possède une population d'environ 610 habitants en 2007.

## Histoire
De 1975 à 1998, le village faisait partie du territoire de la voïvodie d'Ostrołęka.

Depuis 1999, Mostówka est situé dans la voïvodie de Mazovie.